# Hydaticus matruelis
Hydaticus matruelis är en skalbaggsart som beskrevs av Clark 1864. Hydaticus matruelis ingår i släktet Hydaticus och familjen dykare. Inga underarter finns listade i Catalogue of Life.